# Duboisia arenitensis
Duboisia arenitensis là loài thực vật có hoa trong họ Cà. Loài này được Craven, Lepschi & Haegi mô tả khoa học đầu tiên năm 1995.